# Elev- og studenterbevægelsen
Elev- og studenterbevægelsen er en fællesbetegnelse for interesseorganisationer der repræsenterer danske elever og studerende.
Den danske elev- og studenterbevægelse har igennem årene markeret sig gennem især udenomsparlamentariske manifestationer. Især er elev- og studenterbevægelsen (eller dele af denne) kendt for store demonstrationer når uddannelsernes rammer er blevet forringet.

## Historie
Man kan for første gang tale om en decideret elev- og studenterbevægelse i 1960'erne. Her havde studerende på en række uddannelser startet først elevråd på de enkelte institutioner og senere landsdækkende organisationer for uddannelsesområdet op. De universitetsstuderende og de lærerstuderende havde allerede i flere årtier været organiseret, men først sidst i 1950'erne begyndte gymnasieelever, folkeskoleelever samt HF-kursister, voksenkursister og studenterkursister at følge efter. De tre organisationer dannet i 1960'erne for henholdsvis gymnasieeleverne (Danske Gymnasieelevers Sammenslutning, DGS), folkeskoleeleverne (Lands-Organisationen af Elever, LOE) og diverse kursister (Landssammenslutningen af Kursusstuderende, LAK) samarbejdede fra starten tæt, selvom en decideret paraplyorganisation ikke eksisterede (fra 1972 var de tre organisationer dog tillige gået sammen om driften af et fælles sekretariat), og kravene omhandlede bl.a. lighed i uddannelsessystemet, 12 års enhedsskole, mere samfundsrelevant undervisning og flere alternative undervisningsformer.

### Fra parlamentarisme og forhandlinger til demonstrationer og bredere samfundskritik
I 1970'erne etableredes DUS, De Uddannelsessøgendes Samarbejdsudvalg. Oprindeligt var udvalget blot ment som en kontaktflade, men i løbet af få år blev det platformen for heftig udenomsparlamentarisk aktivitet, hvilket i 1975 fik DSF, Danske Studerendes Fællesråd, til at trække sig ud af samarbejdet, fordi de fandt kravene for brede og for lidt fokuseret på snævre, uddannelsespolitiske interesser. De meget brede paroler ved elev- og studenterbevægelsens demonstrationer, der i denne periode engagerede titusindvis af mennesker årligt, resulterede også i stiftelsen af Gymnasieelevernes Landsorganisation (GLO) i 1974 (hvis tilkomst især skyldtes et initiativ fra Venstres Ungdom (VU)) og Folkeskoleelevernes Landsorganisation (FLO) i 1978 (kendt som De Uafhængige Elever (DUE) 1978-79). Disse organisationer, udmærkede sig bl.a. ved fravalg af udenomsparlamentariske aktionsformer og ved en indædt modstand imod hhv. DGS og LOE (nedlagt 1991). I perioder blev der også gjort forsøg på samarbejde mellem DGS og GLO, men afstanden viste sig hver gang for stor og det endte med (efter adskillige mislykkede forsøg på at sammenlægge de to gymnasiastorganisationer), at GLO i 2005 nedlagde sig selv. Skoleelevernes organisationer, Folkeskoleelevernes Landsorganisation og Danmarks Elev Organisation derimod endte med i 2004 at blive enige om en sammenlægning under navnet Danske Skoleelever, DSE.

### Haarder som undervisningsminister og tilbagegang for bevægelsen
1980'erne betød et brud med mange års socialdemokratisk og radikal styring af uddannelsessystemet. I stedet kom Venstremanden Bertel Haarder til som undervisningsminister, og han var absolut ikke en elsket mand i elev- og studenterbevægelsen. Hans forestillinger om et mere markedsstyret uddannelsessystem faldt ikke i god jord hos flertallet af de studerendes organisationer, der organiserede store demonstrationer mod Haarders nedskæringspolitik, og også vandt politiske sejre på baggrund af den udenomsparlamentariske aktivitet. Ikke desto mindre var det modgangstider, og LOE mistede opbakning og blev i 1985 splittet, da en stor gruppe socialdemokrater var trætte af den kommunistiske dominans i LOE og derfor brød ud og stiftede Danmarks Elev Organisation, DEO. Den nye organisation DEO toppede i 1991, hvor LOE tillige besluttede at nedlægge sig selv og lægge sig ind under de tidligere udbrydere fra DEO. For de fleste øvrige elev- og studenterorganisationer gik det fra midten af 1980'erne ned ad bakke; en væsentlig undtagelse fra denne tid var dog stiftelsen af den stadigt eksisterende bistandsorganisation Operation Dagsværk (forkortet OD).

### Stagnation og genopståen
Elev- og studenterbevægelsen stagnerede i høj grad sidst i 80'erne og i det meste af 1990'erne. I 1999 startede elev- og studenterbevægelsens genkomst imidlertid med samarbejdet om kampagnen 'Nu er det nok', der betød store fællesdemonstrationer og et fornyet samarbejde mellem organisationerne, der skulle vise sig at fortsætte ind i det nye årtusinde.
I 2001 dannedes paraplyorganisationen Danmarks Råstof, der indbefattede de fleste elev- og studenterorganisationer. Handelsskoleelevernes organisation LH var nu for første gang aktive i det udenomsparlamentariske arbejde, ligesom de pædagogstuderendes organisation PLS markerede sig.
Råstof-sammenslutningen bestod i nogle år, men manglende kontinuitet betød at platformen efterhånden blev mere og mere udvandet, og i år 2004 tog DGS initiativ til et nyt samarbejde og fik etableret den såkaldte STOP NU-bevægelse, der var med til at vælte daværende undervisningsminister Ulla Tørnæs (V), hvorefter elev- og studenterbevægelsen måtte lide den tort at få den forhadte Bertel Haarder tilbage. STOP NU-samarbejdet fortsatte ind i år 2005, men uenighed om linjen betød, at heller ikke dette samarbejde holdt længe.

### Velfærdsprotester og fornyet udenomsparlamentarisk styrke
I 2006 og 2007 engagerede store dele af elev- og studenterbevægelsen sig i den politiske velfærdsdebat. Allerede under STOP NU havde parolen 'Vores uddannelse – Alles velfærd' været central, og ved fagbevægelsens store protester imod velfærdsforliget kulminerende med demonstrationer landet over d. 17. maj 2006 med over 100.000 deltagende bakkede en stort set samlet elev- og studenterbevægelse op, og var i høj grad en af de faktorer, der gjorde det muligt at mobilisere så store folkemængder.
På Folketingets åbningsdag senere sammen år forsøgte DGS, PLS og erhvervsskoleelevernes EEO at videreføre velfærdsbevægelsen med initiativet Velfærd til Alle, der da også samlede titusindvis af mennesker d. 3. oktober 2006, men som ikke mødte bred opbakning fra hverken elev- og studenterbevægelsen eller fagbevægelsen.
Præcis et år senere, på Folketingets åbningsdag i år 2007, var elev- og studenterbevægelsen ikke desto mindre igen blandt drivkræfterne i de store folkelige protester, der igen samlede over 100.000 danskere landet over. Elev- og studenterbevægelsens Handling NU-initiativ var således en meget synlig del af den samlede 2. oktober-bevægelse.

### Opbrud blandt skoleeleverne 2015-2016
I 2013 vedtog Folketinget en ny reform af folkeskolen. Folkeskolereformen indebar blandt meget andet, at længeden af den daglige skoledag ville blive udvidet for alle klassetrin. Reformen begyndte at virke fra august 2014.
Mange udtrykte dog allerede fra starten af utilfredshed med skolereformen, og i 2014 blev forældrenes organisation Skole og Forældre (SOF) udfordret af en ny forældreorganisation Folkeskoleforældre, der blev skabt i utilfredshed mod, at SOF støttede reformen, herunder de længere skoledage.
Året efter, i 2015, begyndte der også at vise sig en organiseret utilfredshed og modstand mod reformen fra folkeskoleelevers side, idet et nyt elevinitiativ En stor mellemfinger til den nye skolereform fra august måned begyndte at tage form, i første række som en Facebookgruppe, men d. 3. november 2015 gennemførtes den første større elevdemonstration mod skolereformen, og en ny demonstration planlagdes til tirsdag d. 5. januar 2016.
I begyndelsen af januar 2016, umiddelbart før afholdelsen af den næste store elevdemonstration, stiftede en gruppe elever fra bl.a. Gentofte, Hvidovre, Hirtshals og Greve Alle Danmarks Folkeskoleelever, ADFE. Stiftelsen af ADFE skete som et modsvar til den eksisterende elevorganisation, Danske Skoleelever (DSE), da en række elever ikke følte sig hørt i forbindelse med folkeskolereformen.
Såvel En stor mellemfinger til den nye skolereform som Alle Danmarks Folkeskoleelever var engagerede på hver deres vis i løbet af vinteren og foråret 2016, men i maj 2016 gjorde ADFE status over deres tilslutning, økonomi og udviklingsmuligheder, og konkluderede, at det ikke gav mening at drive organisationen videre, hvorfor denne ophørte pr. 1. juni 2016.
2. oktober 2016 etableredes en ny elevorganisation kaldet De Danske Folkeskoleelever (DDF) af et tidligere regionsbestyrelsesmedlem fra Danske Skoleelever. Organisationen fik dog aldrig nedsat en bestyrelse eller vedtægter eller afholdt annoncerede medlemsmøder, hvorfor Mathias Bach Frederiksen alene tegnede foreningen som formand og talsperson. I juli 2018 meddelte foreningen, at den vil blive endeligt opløst pr. 20. juli 2018.
En stor mellemfinger til den nye skolereform ophørte med sine udadvendte aktiviteter omkring foråret 2017.

### Borgerforslag om 'at afskaffe uddannelsesloftet'
I januar 2018 åbnede loven op for, at borgerne via borgerforslag.dk kunne fremstætte borgerforslag til behandling i Folketinget, hvis de kunne få 50.000 underskrifter indenfor en given frist for det pågældende forslag. DGS' formand Jens Philip Yazdani oprettede d. 26. januar 2018 et borgerforslag på vegne af 8 organisationer fra elev- og studenterbevægelsen om at det af Folketinget i december 2016 vedtagne uddannelsesloft skulle afskaffes. De 8 deltagende organisationer bag forslaget var: Danske Gymnasieelevers Sammenslutning (DGS), Erhvervsskolernes ElevOrganisation (EEO), Landssammenslutningen af Handelsskolelever (LH), Pædagogstuderendes LandsSammenslutning (PLS), Lærerstuderendes Landskreds (LL), Sygeplejestuderendes Landssammenslutning (SLS), Sammenslutningen af Danske Socialrådgiverstudernedes (SDS) & Danske Studerendes Fællesråd (DSF).
Efter blot 13 dage nåede forslaget de tilstrækkelige 50.000 underskrifter til at kunne blive fremsat officielt i Folketinget. Forslaget var dermed det første borgerforslag i danmarkshistorien, der var klar til Folketingets behandling. Forslaget blev dog efterfølgende nedstemt ved Folketingets behandling af dette.

## Elev- og studenterorganisationer
- Danske Gymnasieelevers Sammenslutning (DGS)
- Landssammenslutningen af Handelsskoleelever (LH)
- Erhvervsskolernes Elevorganisation (EEO)
- Danske Skoleelever (DSE)
- Pædagogstuderendes Landssammenslutning (PLS)
- Lærerstuderendes Landskreds (LL)
- Sygeplejestuderendes Landssammenslutning (SLS)
- Sammenslutningen af Danske Socialrådgiverstuderende (SDS)
- Danske Studerendes Fællesråd (DSF)
- Studenterforum UC (Professionshøjskolestuderendes Sammenslutning) (SFUC)
- Danish Students Abroad (DSA)
- Organisation for Professionshøjskolestuderende (OPS)